# Veyrins-Thuellin
Veyrins-Thuellin est une ancienne commune française située dans le département de l'Isère en région Auvergne-Rhône-Alpes, devenue, le 1er janvier 2016, une commune déléguée de la commune nouvelle de Les Avenières Veyrins-Thuellin. Les habitants sont appelés les Veyrlinois.

## Géographie

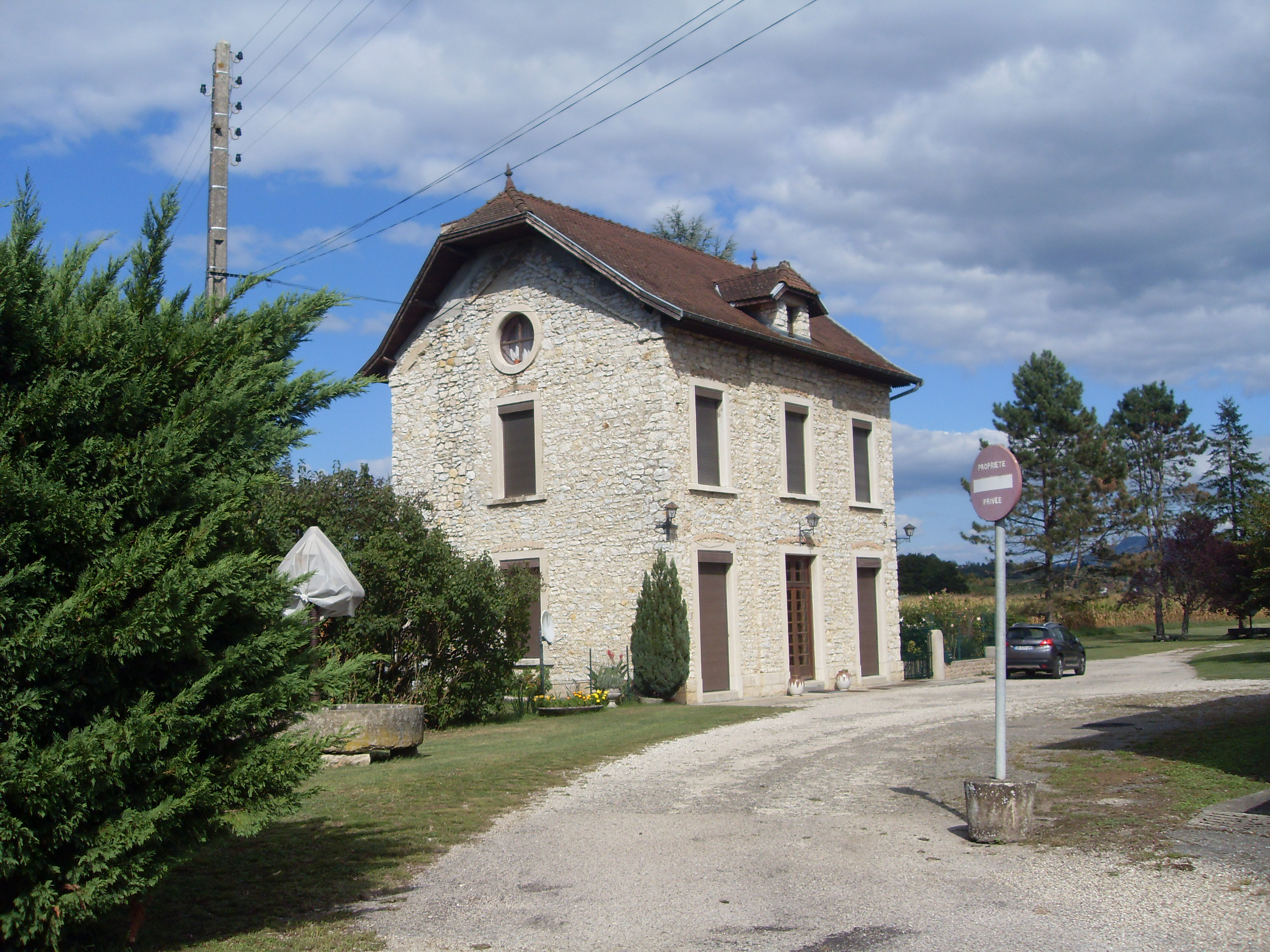
L'ancienne gare de Thuellin.

L'ancienne gare de Thuellin est une gare fermée du Chemin de fer de l'Est de Lyon.

### Communes limitrophes
Plusieurs autres communes se situent aux alentours de Veyrins-Thuellin. Parmi elles, on trouve Les Avenières, Corbelin, Dolomieu, Saint-Sorlin-de-Morestel, Vezeronce-Curtin et Le Bouchage.

### Zones naturelles protégées
La commune de Veyrins-Thuellin  compte plusieurs zones naturelles d'intérêt écologique, faunistique et floristique de type I
- la mare au sud de Côte Molette
- la zone humide de Corbelin
- la zone humide de Corangle
- les zones humides des marais et des Sétives[1].

## Histoire
Présence dans les marais près de Thuellin d'une station palafittique avec silex, gaines de hache en bois de cerf, etc. du néolithique final (IIIe millénaire av. J-C).
En 1972, elle est issue de la réunification des communes de Veyrins et de Thuellin.
Le 1er janvier 2016, elle fusionne avec Les Avenières pour constituer la commune nouvelle des Avenières-Veyrins-Thuellin.

## Politique et administration
| Période      | Période  | Identité        | Étiquette | Qualité             |
| ------------ | -------- | --------------- | --------- | ------------------- |
| janvier 2016 | En cours | Gérard Guicherd |           | Attaché territorial |

| Période                                  | Période       | Identité           | Étiquette                                      | Qualité                               |
| ---------------------------------------- | ------------- | ------------------ | ---------------------------------------------- | ------------------------------------- |
| octobre 2005                             | décembre 2015 | Gérard Guicherd    |                                                | Attaché territorial                   |
| mars 2001                                | octobre 2005  | François Delextrat | Union et dynamisme à Veyrins-Thuellin          | huissier du trésor, démissionnaire    |
| juin 1995                                | mars 2001     | Gilbert Roux       | Veyrins-Thuellin demain                        | cuisiniste, maire de Veyrins-Thuellin |
| mars 1989                                | juin 1995     | Francis Tauzin     | Union communale pour l'Action et la Solidarité | ingénieur, maire de Veyrins           |
| mars 1989                                | juin 1995     | Gilbert Roux       |                                                | cuisiniste, maire délégué de Thuellin |
| août 1987                                | mars 1989     | Francis Tauzin     |                                                | ingénieur, fin de période             |
|                                          | juillet 1987  | Roger Durand       |                                                | retraité, décédé                      |
| Les données manquantes sont à compléter. |               |                    |                                                |                                       |

Roger Durand est décédé durant son mandat 1983-1989. Son premier adjoint, Francis Tauzin a été désigné pour terminer ce mandat.
La fusion totale des communes de Veyrins et Thuellin a eu lieu en 1995. Gilbert Roux est donc le premier maire de Veyrins-Thuellin.
Gérard Guicherd a pris le fauteuil de maire à la place de François Delextrat, démissionnaire, au cours du mandat 2001-2008. Il a été réélu maire en 2008.

## Population et société

### Démographie
L'évolution du nombre d'habitants est connue à travers les recensements de la population effectués dans la commune depuis 1793. À partir du 1er janvier 2009, les populations légales des communes sont publiées annuellement dans le cadre d'un recensement qui repose désormais sur une collecte d'information annuelle, concernant successivement tous les territoires communaux au cours d'une période de cinq ans. 
Pour les communes de moins de 10 000 habitants, une enquête de recensement portant sur toute la population est réalisée tous les cinq ans, les populations légales des années intermédiaires étant quant à elles estimées par interpolation ou extrapolation. Pour la commune, le premier recensement exhaustif entrant dans le cadre du nouveau dispositif a été réalisé en 2005,.
En 2013, la commune comptait 1 953 habitants, en évolution de +8,02 % par rapport à 2008 (Isère : +3,89 %, France hors Mayotte : +2,49 %).
| 1793 | 1800 | 1806 | 1821 | 1831 | 1836 | 1841  | 1846  | 1851  |
| ---- | ---- | ---- | ---- | ---- | ---- | ----- | ----- | ----- |
| 725  | 776  | 819  | 845  | 952  | 988  | 1 000 | 1 035 | 1 081 |

| 1856  | 1861  | 1866  | 1872  | 1876  | 1881  | 1886  | 1891  | 1896  |
| ----- | ----- | ----- | ----- | ----- | ----- | ----- | ----- | ----- |
| 1 084 | 1 081 | 1 054 | 1 062 | 1 101 | 1 227 | 1 174 | 1 165 | 1 130 |

| 1901  | 1906  | 1911  | 1921  | 1926  | 1931 | 1936 | 1946 | 1954 |
| ----- | ----- | ----- | ----- | ----- | ---- | ---- | ---- | ---- |
| 1 125 | 1 087 | 1 075 | 1 006 | 1 000 | 979  | 907  | 913  | 950  |

| 1962 | 1968 | 1975  | 1982  | 1990  | 1999  | 2005  | 2010  | 2013  |
| ---- | ---- | ----- | ----- | ----- | ----- | ----- | ----- | ----- |
| 979  | 932  | 1 261 | 1 315 | 1 328 | 1 482 | 1 698 | 1 904 | 1 953 |

## Sports
Veyrins-Thuellin accueille un tournoi de boule lyonnaise de renommée internationale qui se déroule chaque année fin octobre. Les phases finales se déroulent dans la cour de l'ancienne école de Thuellin, transformée en boulodrome pour l'occasion.

## Économie

### Produits
La commune se situe dans les zones d'appellations suivantes, décernées par l'INAO :
- IGP Emmental français Est Central (Label Rouge).
- IGP Volailles de l’Ain (Label Rouge : poulet cou nu jaune fermier de l'Ain, entier et découpes ; pintade fermière et découpe ; poulet cou nu blanc fermier de l'Ain entier et découpe ; poulet cou nu noir fermier de l'Ain entier et découpe ; dinde fermière de Noël ; chapon fermier).
- IGP Comtés Rhodaniens blanc, rosé et rouge.
- IGP Isère blanc, rosé et rouge.

## Culture locale et patrimoine

### Lieux et monuments
- Château de Thuellin
- Église Saint-Jean-l'Évangéliste de Thuellin
- Église Saint-Jean-l'Évangéliste de Veyrins

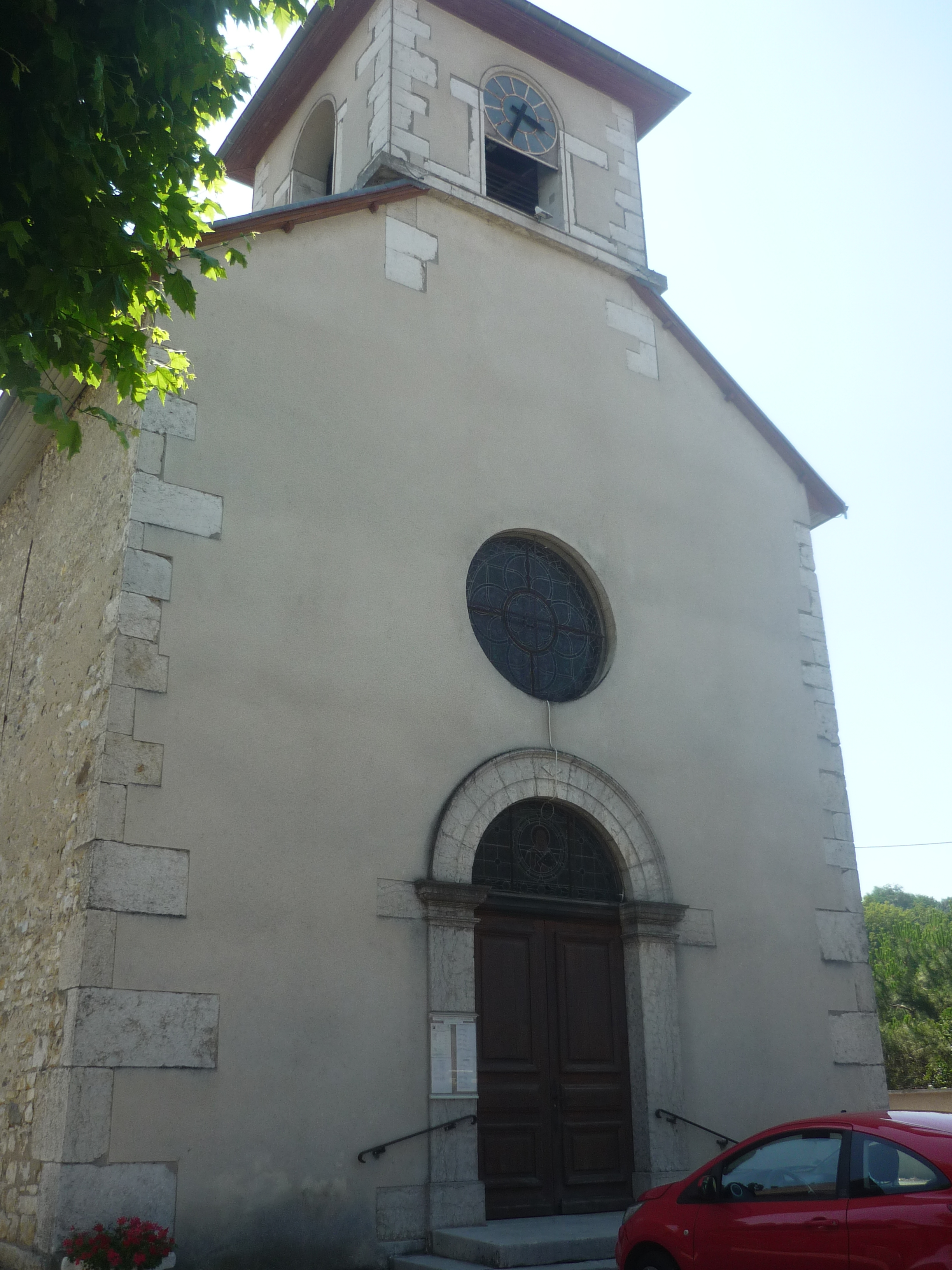
L'église.
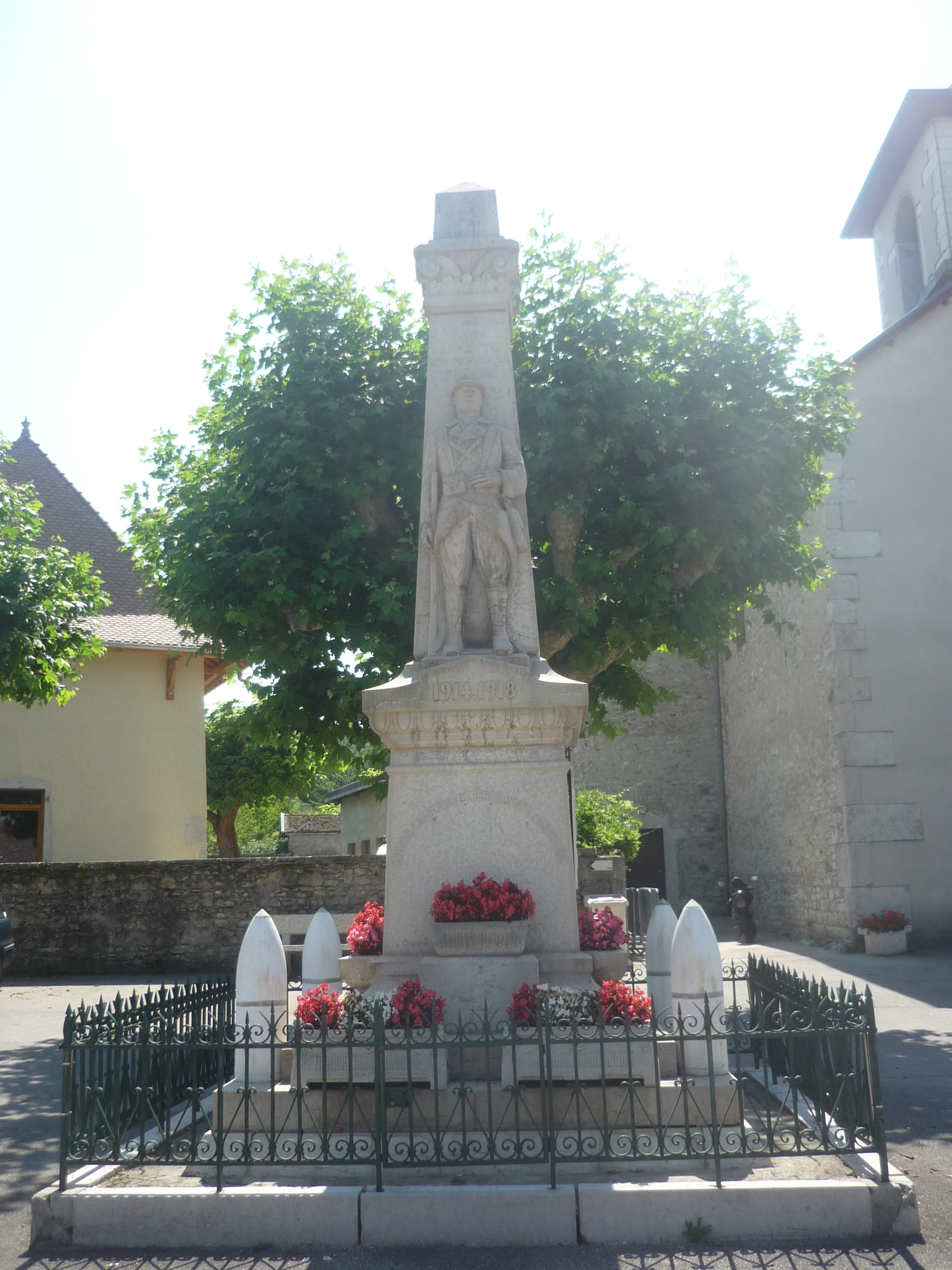
Le monument aux morts

### Personnalités liées à la commune
- Pauline, la sœur chérie d'Henri Beyle, dit Stendhal, épouse F.D Périer-Lagrange, chatelain de Thuellin. La région est d'ailleurs très présente dans l'œuvre de Stendhal.
- Gabriel Monavon, né le 28 janvier 1820 à Veyrins et décédé le 2 août 1906, juge de paix, écrivain et poète français qui fut de son vivant et durant des décennies une célébrité littéraire régionale du Dauphiné et au-delà.
- Georges Marchand (1881-1968), général français héros de la bataille de Voreppe est décédé à Veyrins-Thuellin et y est inhumé.